# Fåker
Fåker ist ein Ort (tätort) in der schwedischen Provinz Jämtlands län und der historischen Provinz Jämtland.
Die Inlandsbahn hält in dem kleinen Bahnhof. Die Europastraße 45 führt durch den Ort. 2005 hatte der Ort noch 209 Einwohner und galt somit als Tätort; bis 2010 sank die Einwohnerzahl unter 200, sodass der Ort als Småort eingestuft wurde. Danach stieg die Bevölkerung jedoch wieder auf über 200.